# ムハハnoたかじん
『ムハハ no たかじん』（ムハハのたかじん）は、関西テレビほかで放送されていたトークバラエティ番組である。製作局の関西テレビでは2004年10月15日から2009年3月20日まで、毎週金曜 19:29 - 19:57に放送。

## 概要

### 番組内容
歌手でタレントのやしきたかじんをパーソナリティに起用した番組で、彼の冠番組の1つになっていた。
放送開始当初はオールロケ番組で、たかじんとゲストのタレント1組が現地でトークを繰り広げるという内容だった。たかじんには収録直前までロケをどこで行うのかを知らせないゲリラ的な番組であり、現準レギュラーの宮根誠司（元ABCアナウンサー）が出演した際には、ロケ場所が毎日放送で、当該回のナレーターを元関西テレビアナウンサーの桑原征平が務めるといった回もあった。そのオールロケ時代には、岡山放送でも不定期でネットされていた。
2005年1月14日放送分をもって番組の企画・内容を大幅にリニューアルし、毎回1組のゲストとともに政治、経済、社会、スポーツ、芸能などの最新のニュースを取り上げて討論を展開する番組に変わった。一つの項目につき、150秒（2分30秒間）のコメントが限られ、たかじんとゲストのトークに、弁護士で現在の大阪市長の橋下徹がツッコミや解説を入れていた。2006年1月20日放送分までは、大阪市北区扇町の関西テレビ本社内にある喫茶コーナー（たかじん曰く「パーラー」）をスタジオ代わりに使っていたが、同年1月27日放送分からはスタジオで収録をするようになった。
2006年4月からは、最新ニュースをテーマとした内容ではなくなり、代わってゲストとのトークがメインとなった。また、この時期から橋下と蟹瀬誠一が事実上のレギュラーとなった。また、番組Webサイトもリニューアルし、MUTSUO（タトゥーアーティスト）がデザインした唇をオマージュした番組ロゴが使われるようになった。
2006年8月27日（日曜） 16:00 - 17:25には初の90分スペシャルが放送され、全国の有名な社長がスタジオに集結し、2006年当時の日本の問題について激論が交わされた。
2007年4月6日には、ゴールデンタイムにおいて初の『ムハハnoたかじん1時間スペシャル』（19時00分 - 19時57分）が放送され、やしきたかじんを含めた団塊の世代の芸能人5人と、その団塊の世代を審査する20代のアイドル3人がスタジオに集結し、様々なテーマで団塊談義を行った。
レギュラー出演者だった橋下が2007年12月12日に大阪府知事選への出馬を表明したため、同年12月14日放送分は過去の橋下が出演していない回の再放送に差し替えられた。翌週21日には緊急生放送を実施した。なお、生放送を実施する場合、たかじんやコメンテーター・ゲストの不適切発言を防止するためにボタンを押せばマイクのスイッチを切って「ダダダダダ」という音を出す措置をとっているが、ボタン押しが間に合わないことも考え、1 - 3秒ほど遅れて発信されていた（そのため、口の動きと音声がずれていた）。この装置は、2011年10月に放送を開始したテレビ大阪の『たかじんNOマネー〜人生は金時なり〜』のスペシャル版『たかじんNOマネー GOLD』でも生放送があるときに使用している。
2007年12月29日（土曜） 16:30 - 17:55 には2度目の90分スペシャル『ワイドショー大反省会』として放送された。
長年月曜19時台に放送していたバラエティ番組『快傑えみちゃんねる』が金曜19時台に枠移動することとなったため、2009年3月20日の1時間SPをもって放送終了。これに伴い、直前に放送されていた『さんまのまんま』が土曜13:56 - 14:25に移り、空いた月曜19時台にはチュートリアルの冠番組『冒険チュートリアル!』が入った。

### 放送エリア等
2006年4月7日からは、独立UHF局の三重テレビでも放送されていた。また、番組が休みの日には、過去に関西テレビで放送されたものを放送していることもあった。同時ネットである関係上、番組冒頭で関西テレビによる字幕放送対応マークが表示されていたが、三重テレビでは非対応だった。
岡山放送も、8月27日の90分スペシャルを約1か月遅れの10月7日 12時00分から放送していた（オールロケ時代以来の放送となった）。その後、2007年10月6日から12:55 - 13:25での枠で定期ネットが開始された。また、その年の12月29日に放送された90分スペシャル（16:30 - 17:55）は同時ネットで放送され（通常遅れ放送のために字幕非対応だったが、同時ネットのためかその日だけは字幕放送対応）、緊急生放送もそのまま8日遅れで放送された（その際には画面上部に「この番組は関西テレビで○月○日に放送されたものです」という断り書きテロップを表示）。なお、2008年4月からは12時台で『たかじん胸いっぱい』を同時ネットする関係で金曜25:05（土曜未明1:05）枠へ移動し、7日遅れに縮まった。
沖縄テレビでは2007年10月12日深夜から放送されていた。
2006年11月からテレビ新広島でも放送開始。ただし時差ネット。以前はテレビ静岡でも放送していたが、同局の審議会が早々に打ち切りを決定した。2007年2月3日（2006年11月17日放送分）と6月29日（5月18日放送分）に放送があったが、これは番組改編の穴埋めに伴うものだった。静岡県では現在、静岡第一テレビで『たかじんのそこまで言って委員会』が放送されている。
タイトルの表記や読み方としては、これでも正しく間違いではないが、番宣では上記の表記で「ムハハ no たかじんウッ!」と読まれている。

## 出演者

### パーソナリティ
- やしきたかじん

### キャスター
- 山本悠美子（関西テレビアナウンサー） 2008年4月 - 番組最終回
- 藤本景子（関西テレビアナウンサー）[4]

### コメンテーター

#### レギュラー
- 宮根誠司

#### 準レギュラー
- 蟹瀬誠一（ジャーナリスト）
- 八代英輝（弁護士）[5]

## 過去の出演者

### キャスター
- 江口ともみ（フリーアナウンサー）番組開始 - 2008年3月まで※進行担当。[7]
- 有賀さつき（元フジテレビアナウンサー）[8]

### コメンテーター
- 橋下徹（弁護士・大阪府知事を経て大阪市長）[9]
- 江田憲司（元衆議院議員※出演当時）

## ゲスト出演者

### オールロケ時代
| 放送日         | ゲスト                       | 備考 |
| -------------- | ---------------------------- | ---- |
| 2004年10月15日 | 星野仙一                     |      |
| 2004年10月22日 | 保阪尚希                     |      |
| 2004年10月29日 | 細木数子                     |      |
| 2004年11月12日 | 原久美子、メッセンジャー黒田 |      |

### 討論方式以降
| 放送日         | ゲスト                                                                                       | パネリスト | パネリスト | パネリスト | パネリスト |
| 放送日         | ゲスト                                                                                       | 蟹瀬       | 橋下       | 八代       | 勝谷       |
| -------------- | -------------------------------------------------------------------------------------------- | ---------- | ---------- | ---------- | ---------- |
| 2004年11月19日 | 三宅久之、舛添要一                                                                           | ○          |            |            | ○          |
| 2004年12月3日  | 桂南光、ほんこん                                                                             | ○          |            |            | ○          |
| 2004年12月10日 | 立原啓裕、かつみ♥さゆり、タージン                                                            | ○          |            |            | ○          |
| 2004年12月17日 | 桂三枝、宮根誠司                                                                             | ○          |            |            | ○          |
| 2005年1月7日   | 鳳蘭、かつみ・さゆり                                                                         | ○          |            |            | ○          |
| 2005年1月21日  | 石原良純                                                                                     | ○          |            |            | ○          |
| 2005年1月28日  | 江守徹、メッセンジャー黒田                                                                   | ○          |            |            | ○          |
| 2005年2月4日   | 安藤忠雄、江田憲司                                                                           | ○          |            |            | ○          |
| 2005年2月11日  | 大沢啓二                                                                                     | ○          |            |            | ○          |
| 2005年2月18日  | 服部克久                                                                                     | ○          |            |            | ○          |
| 2005年2月25日  | 浜田幸一                                                                                     | ○          |            |            | ○          |
| 2005年3月4日   | 玉木正之                                                                                     | ○          |            |            | ○          |
| 2005年3月11日  | 蟹瀬誠一                                                                                     | ○          |            |            | ○          |
| 2005年3月18日  | 桑名正博                                                                                     | ○          |            |            | ○          |
| 2005年3月25日  | 桂米朝                                                                                       | ○          |            |            | ○          |
| 2005年4月8日   | 岩崎宏美                                                                                     | ○          |            |            | ○          |
| 2005年4月29日  | あがた森魚                                                                                   | ○          |            |            | ○          |
| 2005年5月6日   | 吉永みち子                                                                                   | ○          |            |            | ○          |
| 2005年5月13日  | 崔洋一                                                                                       | ○          |            |            | ○          |
| 2005年5月20日  | 蟹瀬誠一                                                                                     | ○          |            |            | ○          |
| 2006年5月26日  | 桑名正博                                                                                     | ○          |            |            | ○          |
| 2006年6月2日   | 岸田一郎                                                                                     | ○          |            |            | ○          |
| 2006年6月9日   | 藤村俊二                                                                                     | ○          |            |            | ○          |
| 2006年6月30日  | 辻口博啓                                                                                     | ○          |            |            | ○          |
| 2006年7月7日   | 韮澤潤一郎                                                                                   | ○          |            |            | ○          |
| 2006年7月28日  | 北芝健                                                                                       | ○          |            |            | ○          |
| 2006年8月4日   | 鈴木史朗                                                                                     | ○          |            |            | ○          |
| 2006年8月11日  | 石田衣良                                                                                     | ○          |            |            | ○          |
| 2006年8月27日  | イケてる社長たち 倉橋泰（株式会社ぱど） 近藤太香巳（株式会社ネクシィーズ） 髙田明（VTR出演） | ○          |            |            | ○          |
| 2006年9月8日   | ゲスト無し                                                                                   | ○          |            |            | ○          |
| 2006年9月15日  | 田原総一朗                                                                                   | ○          |            |            | ○          |
| 2006年9月22日  | 有賀さつき                                                                                   | ○          |            |            | ○          |
| 2006年10月13日 | 花田紀凱                                                                                     | ○          |            |            | ○          |
| 2006年10月27日 | 井上公造                                                                                     | ○          |            |            | ○          |
| 2006年11月3日  | 倉田真由美                                                                                   | ○          |            |            | ○          |
| 2006年11月10日 | 羽賀研二                                                                                     | ○          |            |            | ○          |
| 2006年11月17日 | 大塚範一                                                                                     | ○          |            |            | ○          |
| 2006年11月24日 | 長良じゅん                                                                                   | ○          |            |            | ○          |
| 2006年12月1日  | 有田芳生                                                                                     | ○          |            |            | ○          |
| 2006年12月8日  | 片岡篤史                                                                                     | ○          |            |            | ○          |
| 2006年12月15日 | 戸田奈津子                                                                                   | ○          |            |            | ○          |
| 2006年12月22日 | 名越康文                                                                                     | ○          |            |            | ○          |
| 2007年1月12日  | ふじいあきら                                                                                 | ○          |            |            | ○          |
| 2007年1月19日  | 小出義雄                                                                                     | ○          |            |            | ○          |
| 2007年1月26日  | 村上信五、安田章大、大倉忠義（関ジャニ∞）                                                    | ○          |            |            | ○          |
| 2007年2月2日   | 佐藤弘道                                                                                     | ○          |            |            | ○          |
| 2007年2月9日   | 楳図かずお                                                                                   | ○          |            |            | ○          |
| 2007年2月16日  | 渡辺淳一                                                                                     | ○          |            |            | ○          |
| 2007年2月23日  | インリン・オブ・ジョイトイ                                                                   | ○          |            |            | ○          |
| 2007年3月2日   | ピーター                                                                                     | ○          |            |            | ○          |
| 2007年3月9日   | 芝田山康                                                                                     | ○          |            |            | ○          |
| 2007年3月16日  | ゲスト無し                                                                                   | ○          |            |            | ○          |
| 2007年4月13日  | 藤山直美                                                                                     | ○          |            |            | ○          |
| 2007年4月20日  | ジャガー横田                                                                                 | ○          |            |            | ○          |
| 2007年4月27日  | 中村敦夫                                                                                     | ○          |            |            | ○          |
| 2007年5月4日   | 前田卓郎                                                                                     | ○          |            |            | ○          |
| 2007年5月11日  | 桂ざこば、桂雀々                                                                             | ○          |            |            | ○          |
| 2007年5月18日  | 葉加瀬太郎                                                                                   | ○          |            |            | ○          |
| 2007年5月25日  | 松木安太郎                                                                                   | ○          |            |            | ○          |
| 2007年6月1日   | 加藤登紀子                                                                                   | ○          |            |            | ○          |
| 2007年6月8日   | 三倉茉奈・佳奈                                                                               | ○          |            |            | ○          |
| 2007年6月15日  | 森本レオ                                                                                     | ○          |            |            | ○          |
| 2007年6月22日  | 高橋ジョージ                                                                                 | ○          |            |            | ○          |
| 2007年6月29日  | 谷澤忠彦                                                                                     | ○          |            |            | ○          |
| 2007年7月6日   | 栃東大裕                                                                                     | ○          |            |            | ○          |
| 2007年7月13日  | 川畑泰史、小籔千豊                                                                           | ○          |            |            | ○          |
| 2007年7月20日  | 森永卓郎                                                                                     | ○          |            |            | ○          |
| 2007年7月27日  | 杉浦太陽                                                                                     | ○          |            |            | ○          |
| 2007年8月3日   | 周防正行                                                                                     | ○          |            |            | ○          |
| 2007年8月10日  | 大宅映子                                                                                     | ○          |            |            | ○          |
| 2007年8月17日  | 八代亜紀                                                                                     | ○          |            |            | ○          |
| 2007年8月24日  | 辺見えみり                                                                                   | ○          |            |            | ○          |
| 2007年8月31日  | IKKO                                                                                         | ○          |            |            | ○          |
| 2007年9月7日   | ゲスト無し                                                                                   | ○          |            |            | ○          |
| 2007年10月7日  |                                                                                              | ○          |            |            | ○          |
| 2007年10月12日 | 岡野あつこ                                                                                   | ○          |            |            | ○          |
| 2007年10月19日 | 彦摩呂、木之元亮                                                                             | ○          |            |            | ○          |
| 2007年10月26日 | 矢野新一                                                                                     | ○          |            |            | ○          |
| 2007年11月2日  | 八代英輝                                                                                     | ○          |            |            | ○          |
| 2007年11月9日  | 野口健                                                                                       | ○          |            |            | ○          |
| 2007年11月30日 | パンツェッタ・ジローラモ                                                                     | ○          |            |            | ○          |
| 2007年12月7日  | 海江田万里                                                                                   | ○          |            |            | ○          |
| 2007年12月14日 | 再放送                                                                                       | ○          |            |            | ○          |
| 2007年12月21日 | 青山繁晴                                                                                     | ○          |            |            | ○          |
| 2007年12月29日 | 有田芳生、井口成人、井上公造 勝谷誠彦、村田晃嗣、輪島功一                                    | ○          |            |            | ○          |
| 2008年1月11日  | 宮崎哲弥                                                                                     | ○          |            |            | ○          |
| 2008年1月18日  | 羽野晶紀                                                                                     | ○          |            |            | ○          |
| 2008年1月25日  | 松山千春                                                                                     | ○          |            |            | ○          |
| 2008年2月1日   | 橋下徹、平松邦夫                                                                             | ○          |            |            | ○          |
| 2008年2月8日   | 橋下徹、平松邦夫                                                                             | ○          |            |            | ○          |
| 2008年2月15日  | 杉原輝雄                                                                                     | ○          |            |            | ○          |
| 2008年2月22日  | 小林祥晃                                                                                     | ○          |            |            | ○          |
| 2008年2月29日  | 早坂実                                                                                       | ○          |            |            | ○          |
| 2008年3月7日   | 山本博                                                                                       | ○          |            |            | ○          |
| 2008年3月14日  | 橋下徹、平松邦夫                                                                             | ○          |            |            | ○          |
| 2008年4月11日  | 橋下徹、平松邦夫                                                                             | ○          |            |            | ○          |
| 2008年4月18日  | 杉原輝雄                                                                                     | ○          |            |            | ○          |
| 2008年4月25日  | 鎌田實                                                                                       | ○          |            |            | ○          |
| 2008年5月2日   | シャンプーハット、蛭子能収                                                                   | ○          |            |            | ○          |
| 2008年5月9日   | 貴乃花                                                                                       | ○          |            |            | ○          |
| 2008年5月16日  | 古賀稔彦                                                                                     | ○          |            |            | ○          |
| 2008年5月30日  | 天童よしみ                                                                                   | ○          |            |            | ○          |
| 2008年6月6日   | 天童よしみ、加藤和也                                                                         | ○          |            |            | ○          |
| 2008年6月13日  | 山中秀樹                                                                                     | ○          |            |            | ○          |
| 2008年6月20日  | ますだおかだ                                                                                 | ○          |            |            | ○          |
| 2008年6月27日  | 杉原輝雄                                                                                     | ○          |            |            | ○          |
| 2008年7月4日   | 竹村健一                                                                                     | ○          |            |            | ○          |
| 2008年7月11日  | 藤田憲子                                                                                     | ○          |            |            | ○          |
| 2008年7月18日  | 姜尚中                                                                                       | ○          |            |            | ○          |
| 2008年7月25日  | 三浦雄一郎                                                                                   | ○          |            |            | ○          |
| 2008年8月1日   | 櫻井よし子                                                                                   | ○          |            |            | ○          |
| 2008年8月8日   | 金平桂一郎                                                                                   | ○          |            |            | ○          |
| 2008年8月22日  | ドン小西                                                                                     | ○          |            |            | ○          |
| 2008年8月29日  | 椿姫彩菜                                                                                     | ○          |            |            | ○          |
| 2008年9月5日   | 堀内孝雄                                                                                     | ○          |            |            | ○          |
| 2008年9月12日  | 石丸幸人                                                                                     | ○          |            |            | ○          |
| 2008年9月19日  | 根本美緒                                                                                     | ○          |            |            | ○          |
| 2008年9月26日  | 金平桂一郎、藤田憲子、山中秀樹、根本美緒 本村健太郎、中山功太、藤崎マーケット、宇都宮まき    | ○          |            |            | ○          |
| 2008年10月10日 | 金村義明、片岡篤史                                                                           | ○          |            |            | ○          |
| 2008年10月17日 | 山本寛斎                                                                                     | ○          |            |            | ○          |
| 2008年10月24日 | 橋下徹                                                                                       | ○          |            |            | ○          |
| 2008年10月31日 | プリンセス天功                                                                               | ○          |            |            | ○          |
| 2008年11月7日  | 山田直稔                                                                                     | ○          |            |            | ○          |
| 2008年11月14日 | 飛松五男、北芝健                                                                             | ○          |            |            | ○          |
| 2008年11月21日 | なだぎ武、芋洗坂係長                                                                         | ○          |            |            | ○          |
| 2008年11月28日 | ゲスト無し                                                                                   | ○          |            |            | ○          |
| 2008年12月5日  | 竹中平蔵                                                                                     | ○          |            |            | ○          |
| 2008年12月12日 | 鼠先輩                                                                                       | ○          |            |            | ○          |
| 2008年12月19日 | 奥野史子                                                                                     | ○          |            |            | ○          |
| 2009年1月9日   | 茂木健一郎                                                                                   | ○          |            |            | ○          |
| 2009年1月16日  | 財部誠一                                                                                     | ○          |            |            | ○          |
| 2009年1月23日  | 海堂尊                                                                                       | ○          |            |            | ○          |
| 2009年1月30日  | 谷村新司                                                                                     | ○          |            |            | ○          |
| 2009年2月6日   | 榊原英資                                                                                     | ○          |            |            | ○          |
| 2009年2月13日  | 橋下徹                                                                                       | ○          |            |            | ○          |
| 2009年2月20日  | 菅井きん                                                                                     | ○          |            |            | ○          |
| 2009年3月6日   | 相田翔子                                                                                     | ○          |            |            | ○          |
| 2009年3月13日  | 田中義剛                                                                                     | ○          |            |            | ○          |
| 2009年3月20日  | 池田健三郎、海江田万里、須田慎一郎 高橋洋一、森永卓郎                                        | ○          |            |            | ○          |

## スタッフ
- チーフプロデューサー：竹本潔観（KTV）
- 企画：バーディー君
- ナレーション：藤田勇児、橋本のりこ（週替わり）
- 構成：上田信彦、増山実、武輪真人
- ブレーン：沢野緑、浜口尚弘、貝島純一
- ディレクター：松山源一（BOY'S）、砂野信（AZITO）、一色啓人・桝田貴幸・井上孝（BOY'S）
- AP （アシスタントプロデューサー）：三浦真理子（BOY'S）、井関猛親（AZITO）
- プロデューサー：石田秀樹・古市忠嗣（KTV）、相原康司（BOY'S）
- 協力：P.I.S、AZITO、スタジオ・ビーアンドエム、テレコープ、大阪共立、ウエストワン、榊原テレビ機配
- 制作：関西テレビ、BOY'S

## 放送局
| 放送対象地域   | 放送局       | 系列           | 放送日時 | 備考               |
| -------------- | ------------ | -------------- | --- | ------------------ |
| 近畿広域圏     | 関西テレビ   | フジテレビ系列 | 金曜 19:29 - 19:57 （2004年10月15日 - 2009年3月20日）                                                                 | 製作局             |
| 岡山県・香川県 | 岡山放送     | フジテレビ系列 | 土曜 12:55 - 13:25 （2007年10月6日 - 2008年3月22日） 土曜 1:05 - 1:35 （金曜深夜、2008年4月12日 - 2009年3月21日）     | 7日遅れ            |
| 広島県         | テレビ新広島 | フジテレビ系列 | 土曜 15:30 - 16:00 （2006年11月 - 2008年9月20日） 月曜 15:30 - 16:00 （2008年9月29日 - 2009年3月23日）                | [ 17 ]             |
| 長崎県         | テレビ長崎   | フジテレビ系列 | 土曜 16:30 - 17:00 （2008年10月18日 - 2009年6月13日）                                                                 | 不定期放送         |
| 鹿児島県       | 鹿児島テレビ | フジテレビ系列 | 土曜 15:00 - 15:30 |                    |
| 沖縄県         | 沖縄テレビ   | フジテレビ系列 | 土曜 1:35 - 2:05 （金曜深夜、2007年10月13日 - 10月27日） 火曜 0:40 - 1:10 （月曜深夜、2008年4月22日 - 2009年4月14日） | 24日遅れ（2009年） |
| 三重県         | 三重テレビ   | 独立UHF局      | 金曜 19:29 - 20:00 （2006年4月7日 - 2009年3月20日）                                                                   | 同時ネット         |